# یواس‌اس کالیستر
یواس‌اس کالیستر (به انگلیسی: USS Callister)، نخستین قسمت از فصل چهارم مجموعه آنتولوژی علمی‌تخیلی بریتانیایی آینه سیاه است. این اپیزود توسط خالق سریال آینه سیاه یعنی چارلی بروکر و با همکاری ویلیام بریجز نوشته شده و توبی هینز آن را کارگردانی کرده‌است. یواس‌اس کالیستر همچون دیگر اپیزودهای فصل چهارم سریال در تاریخ ۲۹ دسامبر ۲۰۱۷ توسط نت‌فلیکس منتشر شد.
این اپیزود، ماجراهای شخصی به اسم رابرت دیلی را دنبال می‌کند. یک برنامه‌نویس که در یک شرکت تولید بازی‌های رایانه‌ای مشغول به کار است. علی‌رغم استعداد خوب رابرت، او هیچ‌وقت از سوی کسی جدی گرفته نشده و حتی گاهی از طرف همکاران خود تحقیر نیز می‌شود. رابرت در خفا، بر اساس سریال محبوب خود یعنی سفر ستاره‌ای یک بازی برخط چندنفره گسترده ساخته و بر اساس دی‌ان‌ای همکاران خود در شرکت، شخصیت‌های بازی را خلق می‌کند. درون بازی، رابرت فرمانده سفینه‌ای تحت عنوان یواس‌اس کالیستر است و بقیه همکارانش همچون برده به او خدمت می‌کند. ماجرا از جایی آغاز می‌شود که رابرت تصمیم می‌گیرد تا همکار جدید خانم خود وارد بازی کند.
در مقایسه با دیگر قسمت‌های آینه سیاه، یواس‌اس کالیستر از حجم بسیار بالایی جلوه‌های ویژه کامپیوتری برخوردار است و همچنین تم کمدی در آن بیش‌تر به چشم می‌آید. ویلیام بریجز که در نوشتن داستان مشارکت داشته یکی از طرفداران سریال سفر ستاره‌ای است و برای همین هم او سعی کرده تا نسبت به این سریال ادای احترام کند. این اپیزود همچنین ارجاعاتی به آثاری همچون سریال مشهور منظقه گرگ‌ومیش دارد.
یواس‌اس کالیستر با نظرات عمدتاً مثبت از سوی منتقدان و تماشاگران همراه بود و در زمینه تیم بازیگری، ارجاع به سریال سفر ستاره‌ای و فیلم‌برداری مورد تحسین قرار گرفت. این اپیزود همچنین برنده ۴ جایزه امی شد.